# Méditation de Thaïs
Pour les articles homonymes, voir Méditation (homonymie).
La Méditation de Thaïs est un intermezzo symphonique de l'opéra Thaïs du compositeur français Jules Massenet. La pièce est écrite pour violon solo et orchestre. L'opéra a été créé à l'Opéra Garnier à Paris le 16 mars 1894. Bien qu'issue d'un opéra, cette pièce fait partie des solos les plus célèbres du répertoire du violon. 

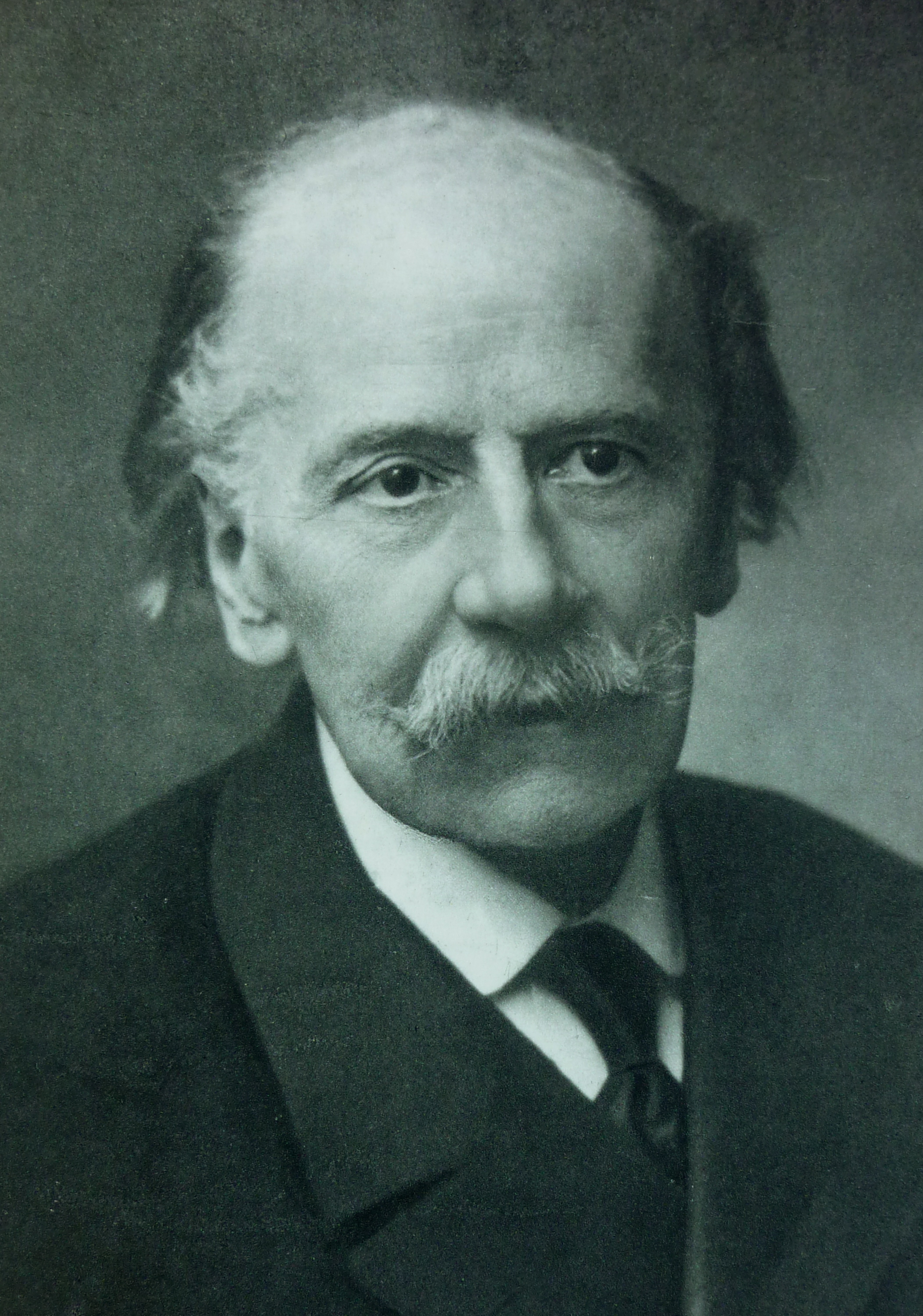
Jules Massenet photographié par Nadar.

## Analyse
La Méditation est un intermède instrumental joué entre les deux scènes de l'acte II de l'opéra Thaïs et constitue un pivot narratif juste au milieu de l'œuvre. Dans la première scène de l'acte II, Athanaël, un moine cénobite, affronte Thaïs, une courtisane belle et hédoniste, dévote de Vénus, et tente de la persuader de quitter sa vie de luxe et de plaisir pour trouver le salut à travers Dieu.  C'est pendant le temps de réflexion qui suit la rencontre que la Méditation est jouée par l'orchestre.  Dans la deuxième scène de l'acte II, après la Méditation, Thaïs annonce à Athanaël qu'elle le suivra dans le désert.

« La Méditation est donc le bref point de croisement entre les trajectoires spirituelles de Thaïs et Athanaël. »

La Méditation est, selon les mots du critique Ernest Newman, « un parfait portrait musical du processus émotionnel qui mène au réconfort et à la remise en question ». 
La Méditation est volontairement exposée dans la toute dernière scène de l’ouvrage.
Le morceau est en ré majeur et dure environ cinq minutes (bien qu'il existe un certain nombre d'interprétations qui portent la durée du morceau à plus de six minutes).  Il est possible que Massenet ait écrit cette pièce avec des intentions religieuses ; l'indication de tempo est Andante religioso, ce qui signifie qu'il voulait que la pièce soit jouée religieusement (ce qui pourrait signifier soit strictement dans le tempo, soit littéralement avec une émotion fondée sur la religion) et au tempo de marche, soit environ 60 pulsations par minute. La pièce s'ouvre sur une courte introduction aux harpes, le violon solo entrant rapidement avec le motif. Après que le violon a joué deux fois la mélodie, la pièce entre dans une section marquée animato, qui devient progressivement de plus en plus passionnée (Massenet a écrit poco a poco appassionato ).  Le point culminant est atteint à un endroit marqué poco piu appassionato (un peu plus de passion) et est ensuite suivi d'un court passage ressemblant à une cadence du soliste et revient au thème principal. Après que le thème ait été joué deux fois, le soliste rejoint l'orchestre en jouant des harmoniques dans le registre supérieur tandis que les harpes et les cordes jouent tranquillement sous la ligne de solo.

## Orchestration
La pièce requiert un violon solo, deux flûtes, deux hautbois, un cor anglais, une clarinette, une clarinette basse, un basson, un contrebasson, deux cors, un chœur, deux harpes et des cordes.  La partie de violon solo est généralement jouée par le violon solo de l'orchestre dans un opéra, ou par un soliste se tenant devant l'orchestre dans un concert.  Le chœur est indiqué par Massenet pour être chanté par le chœur entier derrière le rideau dans un opéra, et par quatre à huit solistes assis parmi l'orchestre dans un concert. D'autres arrangements ont également été réalisés, comme une variation pour violon et piano.

## Interprètes et adaptations
La Méditation de Thaïs est considérée comme l'un des grands rappels en fin de concert du répertoire pour violon ; des violonistes solistes de classe mondiale tels que Michael Rabin, Anne Akiko Meyers, Joshua Bell, Sarah Chang, Anne-Sophie Mutter, Itzhak Perlman, David Garrett et Maxim Vengerov ont interprété cette pièce en tant que solistes avec de grands orchestres dans le monde entier. La Méditation a été transcrite pour violon et piano, ainsi que pour d'autres instruments (clarinette, flûte...).  Le violoncelliste Yo-Yo Ma et la pianiste Kathryn Stott ont enregistré une version pour violoncelle et piano de Jules Delsart ; le flûtiste James Galway, l'euphoniumiste Adam Frey et le trompettiste Sergei Nakariakov ont également joué et enregistré des versions séparées sur leurs instruments respectifs, chacune avec un accompagnement orchestral. Le saxophoniste basse de jazz Adrian Rollini a cité les premières mesures de la mélodie dans un enregistrement de 1925 de Milenburg Joys avec le Varsity Eight, bien qu'il l'ait joué dans la tonalité de ré bémol majeur, un demi-ton plus bas que la composition originale.
Le violoniste Renaud Capuçon accompagné au piano par Thomas Enko a joué l'œuvre sur le plateau de l'émission de télévision française Le Grand Échiquier en hommage à Jacques Chancel, diffusée le 23 janvier 2015.

## Chorégraphie
Le chorégraphe britannique Frederick Ashton a créé un pas de deux pour ballet à partir de la Méditation. Créée le 21 mars 1971, la pièce a été créée par Antoinette Sibley et Anthony Dowell du Royal Ballet et présentée au Adelphi Theatre dans le cadre d'une représentation de gala. La pièce n'est pas liée à l'intrigue de l'opéra, mais ressemble à une scène de vision, Sibley ressemblant à « un esprit désincarné, en apesanteur » et comporte des costumes de Dowell. Elle fut si bien accueillie lors de sa première représentation qu'Ashton dut annoncer un rappel immédiat, et Marie Rambert la considère comme l'un des trois chefs-d'œuvre d'Ashton (avec Variations symphoniques (en) et La fille mal gardée (en)). Il existe un enregistrement de la pièce qui a été diffusé sur BBC Television et le pas de deux a été présenté dans la projection cinématographique internationale The Royal Ballet Dances Frederick Ashton du Royal Opera House en 2013.

## Discographie sélective
- 1985 : Ivry Gitlis, Shigeo Neriki, (EMI Classics)
- 1988 : Nadja Salerno-Sonnenberg, Gerard Schwarz, New York Chamber Symphony, (EMI Classics)
- 1993 : Anne Akiko Meyers,  Philharmonia Orchestra, (RCA Red Seal Records)
- 1993 : Anne-Sophie Mutter, Vienna Philharmonic, (Deutsche Grammophon)
- 1996 : James Galway, National Philharmonic Orchestra, (RCA)
- 1999 : Linda Brava, John Lenehan, (EMI Classics)
- 2001 : Maxim Vengerov, Vag Papian, (EMI)
- 2002 : Sarah Chang, Orchestre philharmonique de Berlin, (EMI)
- 2003 : Yo-Yo Ma, Kathryn Stott, (EMI)
- 2004 : Joshua Bell, Royal Philharmonic Orchestra, (Decca)
- 2009 : Nicola Benedetti, London Symphony Orchestra, (Decca)
- 2013 : Made in France avec Pierre Génisson (clarinette) et David Bismuth (piano), (Harmonia Mundi Aparté AP096)